# Belgische kampioenschappen veldrijden 2021
Op 9 en 10 januari 2021 zullen in het West-Vlaamse Meulebeke de Belgische kampioenschappen veldrijden plaatsvinden. Het kampioenschap werd toegekend aan Meulebeke in september 2017, het zal de 104e editie worden. De titelverdedigers in de elitecategorieën zijn Sanne Cant en Laurens Sweeck.

## Uitslagen

### Mannen elite
| pos.   | renner                 | tijd     |
| ------ | ---------------------- | -------- |
| Goud   | Wout van Aert          | 1u04'13" |
| Zilver | Toon Aerts             | +20"     |
| Brons  | Michael Vanthourenhout | +41"     |
| 4.     | Laurens Sweeck         | +1'12"   |
| 5.     | Tim Merlier            | +1'56"   |
| 6.     | Gianni Vermeersch      | +1'59"   |
| 7.     | Quinten Hermans        | +2'01"   |
| 8.     | Diether Sweeck         | +2'05"   |
| 9.     | Jim Aernouts           | +2'40"   |
| 10.    | Daan Soete             | +2'48"   |

### Vrouwen elite
| pos.   | renner              | tijd   |
| ------ | ------------------- | ------ |
| Goud   | Sanne Cant          | 48'40" |
| Zilver | Lotte Kopecky       | + 22"  |
| Brons  | Alicia Franck       |        |
| 4.     | Laura Verdonschot   |        |
| 5.     | Ellen Van Loy       |        |
| 6.     | Marthe Truyen       |        |
| 7.     | Loes Sels           |        |
| 8.     | Suzanne Verhoeven   |        |
| 9.     | Kiona Crabbé        |        |
| 10.    | Karen Verhestraeten |        |

Kampioenschappen:  Wereldkampioenschappen ·
 Europese kampioenschappen ·
 Belgische kampioenschappen ·
 Nederlandse kampioenschappen
Klassementen:  Wereldbeker ·
 Superprestige ·
 X²O Badkamers Trofee ·
 EKZ CrossTour ·
 TOI TOI Cup ·
 Coupe de France ·
 Copa de España
Overig:  Ethias Cross
Geen UCI-cat.:  Giro d'Italia Ciclocross
1910 · 
1911 · 
1912 · 
1913 · 
1914 · 
1915-1920 · 
1921 · 
1922 · 
1923 · 
1924 · 
1925 · 
1926 · 
1927 · 
1928 · 
1929 · 
1930 · 
1931 · 
1932 · 
1933 · 
1934 · 
1935 · 
1936 · 
1937 · 
1938 · 
1939 · 
1940 · 
1941 · 
1942 · 
1943 · 
1944 · 
1945 · 
1946 · 
1947 · 
1948 · 
1949 · 
1950 · 
1951 · 
1952 · 
1953 · 
1954 · 
1955 · 
1956 · 
1957 · 
1958 · 
1959 · 
1960 · 
1961 · 
1962 · 
1963 · 
1964 · 
1965 · 
1966 · 
1967 · 
1968 · 
1969 · 
1970 · 
1971 · 
1972 · 
1973 · 
1974 · 
1975 · 
1976 · 
1977 · 
1978 · 
1979 · 
1980 · 
1981 · 
1982 · 
1983 · 
1984 · 
1985 · 
1986 · 
1987 · 
1988 · 
1989 · 
1990 ·
1991 ·
1992 ·
1993 ·
1994 ·
1995 ·
1996 ·
1997 ·
1998 ·
1999 ·
2000 · 
2001 · 
2002 · 
2003 · 
2004 · 
2005 · 
2006 · 
2007 · 
2008 · 
2009 ·
2010 ·
2011 ·
2012 ·
2013 ·
2014 ·
2015 ·
2016 ·
2017 ·
2018 ·
2019 ·
2020 ·
2021 ·
2022 ·
2023 · 2024 · 2025